# Agama lionotus
Agama lionotus es una especie de reptil de la familia Agamidae oriundo de Tanzania, Uganda, y Kenia. Es llamada comúnmente como kenyan rock agama y frecuentemente confundida con el agama agama.

## Subespecies
Lista alfabética.
- Agama lionotus dodomae Loveridge, 1923
- Agama lionotus elgonis Lönnberg, 1922
- Agama lionotus lionotus Boulenger, 1896
- Agama lionotus ufipae Loveridge, 1923